# Ockenfels
Ockenfels település Németországban, Rajna-vidék-Pfalz tartományban. Lakosainak száma 1044 fő (2023. december 31.).

## Népesség
A település népességének változása:
| Lakosok száma | 910  | 1028 | 1041 | 1062 | 1049 | 1044 |
|               | 1975 | 2017 | 2019 | 2021 | 2022 | 2023 |